# Dương Nghĩa Thần
Dương Nghĩa Thần (giản thể: 杨义臣; phồn thể: 楊義臣; bính âm: Yáng Yìchén, ? - 617?), bản danh là Uất Trì Nghĩa Thần (尉遲義臣), là một tướng lĩnh của triều Tùy. Vào cuối thời gian trị vì của Tùy Dạng Đế, Dương Nghĩa Thần là một trong số ít các tướng Tùy có thể giành được chiến thắng trước các thủ lĩnh nổi dậy, song vào năm 616, Tùy Dạng Đế do nghi ngờ nên đã bãi binh quyền của ông, Dương Nghĩa Thần qua đời sau đó.

## Bối cảnh
Cha của Dương Nghĩa Thần là Uất Trì Sùng (尉遲崇), người Tiên Ti và là một họ hàng xa của Uất Trì Huýnh. Uất Trì Sùng nhậm chức 'nghi đồng đại tướng quân' của triều Bắc Chu và trú thủ tại Hằng Sơn. Khi đó, Dương Kiên giữ chức tổng quản Định châu (定州, nay gần tương ứng với Bảo Định, Hà Bắc) lân cận, Uất Trì Sùng thấy Dương Kiên là người có trí lớn nên đã kết thân. Năm 580, Dương Kiên trở thành thừa tướng, đoạt lấy quyền lực của triều đình Bắc Chu, Uất Trì Huýnh nghi ngờ về mục đích của Dương Kiên nên đã nổi dậy tại Tương châu (相州, nay gần tương ứng với Hàm Đan, Hà Bắc). Khi Uất Trì Sùng hay tin, do là họ hàng của Uất Trì Huýnh nên ông đã tự tống giam mình và sai sứ giả đễn chỗ Dương Kiên xin chịu hình phạt. Dương Kiên đã tha tội cho Uất Trì Sùng và lệnh ông nhập triều làm thuộc hạ thân tín. Sau khi Dương Kiên soán ngôi vị của Bắc Chu Tĩnh Đế vào năm 581, trở thành Văn Đế và lập ra triều Tùy, ông ta đã phong Uất Trì Sùng làm Tần Hưng huyện công. Năm 582, Uất Trì Sùng làm thuộc hạ của Đạt Hề Trưởng Nho (達奚長儒) trong một chiến dịch tiến đánh Sa Bát Lược khả hãn của Đột Quyết, mặc dù Đạt Hề Trưởng Nho giành chiến thắng, Uất Trì Sùng đã chết trận.
Vào lúc cha qua đời, Uất Trì Nghĩa Thần vẫn còn nhỏ tuổi. Tùy Văn Đế đưa Uất Trì Nghĩa Thần vào trong cung dưỡng dục, cho phép ông kế tập các tước hiệu của cha. Sau khi Nghĩa Thần trở thành một tráng niên, ông phụng sự trong đội thị vệ của hoàng cung. Khi trông thấy ông, Tùy Văn Đế nhớ tới các công lao khi xưa của Uất Trì Sùng nên đã hạ lệnh ban phú quý cho Nghĩa Thần, ban họ Dương của hoàng tộc cho Nghĩa Thần, Nghĩa Thần trở thành "hoàng chất tôn". Ngay sau đó, Tùy Văn Đế bổ nhiệm Nghĩa Thần đi giữ chức thứ sử Thiểm châu (陝州, nay gần tương ứng với Tam Môn Hiệp, Hà Nam).

## Phụng sự cho Tùy Văn Đế
Dương Nghĩa Thần được đánh giá là người thành thật và cẩn trọng, và có các phẩm chất của một thủ lĩnh quân sự, được Tùy Văn Đế xem trọng. Năm 598, khi Đạt Đầu khả hãn của Đột Quyết suất quân tiến công biên thùy phương Bắc, Dương Nghĩa Thần được phong làm hành quân tổng quản, suất ba vạn binh sĩ đi kháng cự. Năm 599, quân Đột Quyết lại xâm nhập Nhạn Môn quan, Mã Ấp, Dương Nghĩa Thần cũng dẫn quân phản kích. Quân Đột Quyết rút lui về Tắc Ngoại, Dương Nghĩa Thần truy kích đến Đại Cân Sơn. Năm 600, liên kết với Thái Bình công Sử Vạn Mặc (史萬歲), ông đã đại phá quân Đột Quyết. Tuy nhiên, sau đó Sử Vặn Mặc bị Dương Tố hãm hại nên bị xử tử, và Dương Nghĩa Thần không được ban thưởng cho chiến công đã lập được. Vào đầu những năm Nhân Thọ (601-604), Dương Nghĩa Thần được thăng chức làm tổng quản Sóc châu (朔州, nay gần tương ứng với Sóc Châu, Sơn Tây).

## Dưới thời Tùy Dạng Đế
Năm 604, Tùy Văn Đế qua đời, Thái tử Dương Quảng kế vị, tức Tùy Dạng Đế. Ngay sau đó, em trai Tùy Dạng Đế là Hán Vương Dương Lượng đã tiến hành nổi dậy ở Tịnh châu (并州, nay gần tương ứng với Thái Nguyên, Sơn Tây). Bộ tướng của Dương Lượng là Kiều Chung Quỳ (喬鍾葵) bao vây Lý Cảnh (李景)- tổng quản Đại châu (代州, nay gần tương ứng với Hãn Châu, Sơn Tây). Tùy Dạng Đế lệnh cho Dương Nghĩa Thần suất hai vạn quân đi giải vây giúp Lý Cảnh, Dương Nghĩa Thần đã thành công, đánh bại Kiều Chung Quỳ. Sau khi Dương Lương bị đánh bại và buộc phải đầu hàng Dương Tố, Dương Nghĩa Thần được phong thưởng, thăng chức 'đại tướng quân', nhậm chức Tương châu thứ sử. Năm 607, Tùy Dạng Đế triệu ông về kinh, bổ nhiệm làm "tông chính khanh" rồi "thái bộc khanh".
Năm 609, Dương Nghĩa Thần là một tướng lĩnh trong chiến dịch tiến công Thổ Dục Hồn, bao vây Mộ Dung Phục Doãn, kết quả phần lớn là thắng lợi. Năm 612, Dương Nghĩa Thần cũng tham gia trong cuộc viễn chinh lần thứ nhất chống Cao Câu Ly, chỉ huy một đội quân của Hứa công Vũ Văn Thuật với mục đích thâm nhập sau vào lãnh thổ Cao Câu Ly, tiến đánh kinh thành Bình Nhưỡng của nước này. Mặc dù đội quân Dương Nghĩa Thần chỉ huy giành được chiến thắng, song chiến dịch thì lại thất bại nặng nề, Dương Nghĩa Thần vì thế mà bị miễn chức. Tuy nhiên, ngay sau đó Tùy Dạng Đế đã phục chức cho ông, và đến năm 613, khi Tùy Dạng Đế tiến hành cuộc viễn chinh Cao Câu Ly lần thứ hai, Dương Nghĩa Thần được cử làm phó tướng, cùng Vũ Văn Thuật hướng đến Bình Nhưỡng, song khi ông đến Áp Lục Giang thì tin tức Dương Huyền Cảm nổi dậy truyền đến, Tùy Dạng Đế hủy bỏ chiến dịch.
Sau đó, hầu hết lãnh thổ Tùy phát sinh các cuộc khởi nghĩa nông dân, Dương Nghĩa Thần được phái đi trấn áp cuộc nổi dậy của thủ lĩnh Hướng Hải Minh (向海明) tại Phù Phong, kết quả là Dương Nghĩa Thần đã đánh bại Hướng Hải Minh. Năm 614, trong cuộc viễn chinh Cao Câu Ly lần thứ 3, Dương Nghĩa Thần được thăng chức là "tả quang lộc đại phu". Năm 616, Tùy Dạng Đế phái Dương Nghĩa Thần đi trấn áp cuộc nổi dậy của thủ lĩnh Trương Kim Xưng, và sau khi tạo cho Trương cảm giác an toàn, Dương Nghĩa Thần đã đánh bại và buộc Trương phải chạy trốn, một tướng Tùy khác là Dương Thiện Hội (楊善會) đã bắt giữ và xử tử Trương. Dương Nghĩa Thần sau lại giao chiến với quân nổi dậy của thủ lĩnh Cao Sĩ Đạt (高士達). Khoảng tết năm 617, Cao Sĩ Đạt không nghe theo lời khuyến nghị của thuộc cấp là Đậu Kiến Đức nên đã suất quân giao chiến với Dương Nghĩa Thần, kết quả Cao bị Dương Nghĩa Thần đánh bại và giết chết. Tuy nhiên, vì cho rằng Đậu Kiến Đức không tạo ra mối đe dọa lớn, Dương Nghĩa Thần đã không truy kích Đậu Kiến Đức đến cùng.
Mặc dù có công lao bình loạn ở khu vực Hà Bắc và Sơn Đông hiện nay, song Dương Nghĩa Thần lại bị Tùy Dạng Đế và thừa tướng Ngu Thế Cơ (虞世基) ngờ vực. Tùy Dạng Đế đã triệu Dương Nghĩa Thần đến Giang Đô (江都, nay thuộc Dương Châu, Giang Tô), phong ông làm 'quang lộc đại phu', 'lễ bộ thượng thư', song giản tán đội quân của ông. Không lâu sau, Dương Nghĩa Thần qua đời.